# Кирсановка (Кемеровская область)
Кирса́новка — деревня в Мариинском районе Кемеровской области.
Входит в состав Малопесчанского сельского поселения.

## История
Первые экономические сведения о хозяйствах деревни Кирсановка известны за 1907 и 1916 годов по «Приговорам сельских сходов», на которых решался вопрос о размере налогов (податей) разных видов:
- государственных;
- губернских;
- волостных;
- сельских.

На сходе в 1907 года присутствовало 93 домохозяина, из которых только 77 имели право голоса. Годных работников числилось 119 человек, полуработников — 7 и стариков и малолетков — 21. Подати были разложены следующим образом: с работников по 61 копеек; с полуработников — по 2 рубля, с 6 стариков — по 2 рубля, с малолетков — по 1 рублю. Всего Губернских земских сборов — 118 рублей 82 копеек. На этом сходе из 93-х домохозяев грамотными было только 8 человек: сельский староста Фома Маркидонов, писарь Бурмакин и домохозяева Роман Бросалин, Алексей Чуфистов, Григорий Жучков, Максим Тютиков, Поликарп Тютиков и Иван Пятаков.
По раскладочному приговору, от 23 января 1916 года полноправные хозяева деревни Кирсановки владели 859-ю десятинами земли для пашни, или 949,31 гектара (одна десятина = 1,0925 га).
По переписи 1920 года в деревне Кирсановка числилось 240,5 лошадей и 196 коров.
В 1980-х годах в деревне был совхоз, который в 1988 году под своё покровительство взяло объединение «Кузбассразрезуголь».
В деревне сейчас четыре улицы:
- Центральная улица;
- Таёжная улица;
- Молодёжная улица;
- Улица Победы.

В Кирсановке работают следующие бюджетные учреждения:
- Кирсановский Дом досуга;
- Муниципальное бюджетное дошкольное образовательное учреждение «Кирсановский детский сад "Чебурашка"» (МБДОУ «Кирсановский детский сад "Чебурашка"»);
- Муниципальное образовательное учреждение «Кирсановская основная общеобразовательная школа» (МОУ «Кирсановская ООШ»), 30 июня 2009 года ликвидировано.

## География
Центральная часть населённого пункта расположена на высоте 134 метров над уровнем моря.
Мимо деревни протекает река Чадат.

## Население
По данным Всероссийской переписи населения 2010 года, в деревне Кирсановка проживает 317 человек (162 мужчины, 155 женщин).